# Agencja Własności Rolnej Skarbu Państwa
Agencja Własności Rolnej Skarbu Państwa – utworzona w październiku 1991 roku na mocy ustawy o gospodarowaniu nieruchomościami rolnymi Skarbu Państwa.
Głównym zadaniem Agencji Własności Rolnej było gospodarowanie przejętym majątkiem, a w szczególności:
- prowadzenie prywatyzacji,
- tworzenie nowych gospodarstw oraz miejsc pracy dla byłych pracowników państwowych oraz gospodarstw rolnych.

Do jej zadań należało przejęcie, restrukturyzacja, prywatyzacja mienia po byłych Państwowych Gospodarstwach Rolnych oraz nieruchomości rolnych dawnego Państwowego Funduszu Ziemi, a także innego mienia rolnego będącego własnością Skarbu Państwa. Do mienia AWRSP wchodziły także nieruchomości rolne właścicieli zrzekających się swego majątku na rzecz emerytury lub renty świadczonej z ubezpieczenia społecznego rolników.
Istniała do przekształcenia w Agencję Nieruchomości Rolnych w 2003 roku.

## Prezesi
- 28 stycznia 1992 – 31 października 2002: Adam Tański,
- 1 listopada 2002 – 14 lutego 2003: Józef Woźniakowski,
- 15 lutego 2003 – 5 marca 2003: Stanisław Janicki (zastępował Prezesa)
- 6 marca 2003 – 16 lipca 2003: Zdzisław Siewierski (potem prezes ANR do 30 czerwca 2005).